# Friedhelm L. Müller
Friedhelm Ludwig Müller (* 17. November 1939 in Elben bei Kassel; † 9. Dezember 2014 in Marburg) war ein deutscher Klassischer Philologe.

## Leben
Friedhelm Ludwig Müller war das dritte von sieben Kindern des Pfarrers Ludwig Müller (1907–1974) und seiner Frau Hildegard geb. Bierschenck (1911–2000). Er wuchs in Elben und ab 1947 in Höringhausen bei Kassel auf. Von 1950 bis 1959 besuchte er den altsprachlichen Zweig der Alten Landesschule Korbach. Nach dem Abitur (3. März 1959) diente er vom 1. April 1959 bis zum 30. September 1960 bei der Bundeswehr, wo er als Leutnant der Reserve ausschied. Ab dem Wintersemester 1960/61 studierte er an der Philipps-Universität Marburg Klassische Philologie. Daneben nahm er Unterricht an der Kirchenmusikschule Schlüchtern und legte am 15. Januar 1963 das C-Examen ab. Am 26. April 1964 legte er die Allgemeine Lehramtsprüfung ab, am 19. Februar 1966 das Staatsexamen in den Fächern Latein und Griechisch.
Am Seminar für Klassische Philologie der Universität Marburg arbeitete Müller ab dem 16. April 1966 als wissenschaftliche Hilfskraft, ab dem 16. September 1967 als Verwalter einer Assistentenstelle und ab dem 8. Oktober 1968 als Assistent. Gleichzeitig verfasste er bei Friedrich Müller seine Dissertation, mit der er 1968 zum Dr. phil. promoviert wurde. Nach der Promotion lehrte er als Studienrat (später Oberstudienrat) im Hochschuldienst. 1997 habilitierte er sich an der Universität Marburg für Klassische Philologie und hielt dort als Privatdozent Vorlesungen und Übungen, bis er 2005 in den Ruhestand trat.
Müllers Forschungsschwerpunkt war die antike Rhetorik und Geschichtsschreibung. Er verfasste zweisprachige Textausgaben und monografische Studien zu den Urkunden bei Thukydides, zu den Rhetorica ad Herennium, zu den Satiren des Kaisers Julian und zur Cicero-Vita des Plutarch. Besondere Aufmerksamkeit widmete er der Spätantike: Er gab zweisprachige, kommentierte Ausgaben von Eutrops Breviarium ab urbe condita, Herodians Kaisergeschichte und Vegetius’ Schrift über das Militärwesen heraus.

## Schriften (Auswahl)
- Darstellung und poetische Funktion der Gegenstände in der Odyssee. Dissertation, Universität Marburg 1968.
- Rhetorica ad Herennium. Incerti auctoris libri IV de arte dicendi. Lateinisch und deutsch. Shaker, Aachen 1994, ISBN 3-8265-0339-2.
- Eutropii Breviarium ab urbe condita. Einleitung, Text und Übersetzung, Anmerkungen, index nominum (= Palingenesia. Band 56). Franz Steiner, Stuttgart 1995, ISBN 3-515-06828-7.
- Kritische Gedanken zur antiken Mnemotechnik und zum Auctor ad Herennium. Mit Text und Übersetzung der drei antiken Zeugnisse. Franz Steiner, Stuttgart 1996, ISBN 3-515-07015-X.
- Herodian, Geschichte des Kaisertums nach Marc Aurel. Griechisch und deutsch. Mit Einleitung, Anmerkungen und Namenindex. Franz Steiner, Stuttgart 1996, ISBN 3-515-06862-7.
- Das Problem der Urkunden bei Thukydides. Die Frage der Überlieferungsabsicht durch den Autor (= Palingenesia. Band 63). Franz Steiner, Stuttgart 1997, ISBN 3-515-07087-7.
- Publius Flavius Vegetius Renatus, Abriß des Militärwesens. Lateinisch und deutsch. Mit Einleitung, Erläuterungen und Indices. Franz Steiner, Stuttgart 1997, ISBN 3-515-07178-4.
- Die beiden Satiren des Kaisers Julianus Apostata (Symposion oder Caesares und Antiochikos oder Misopogon). Griechisch und deutsch mit Einleitung, Anmerkungen und Index (= Palingenesia. Band 66). Franz Steiner, Stuttgart 1998, ISBN 3-515-07394-9.
- Plutarch, Cicero. Griechisch und deutsch. Mit Einleitung, Anmerkungen und Namenindex. Shaker, Aachen 1998, ISBN 3-8265-4162-6.